# Asagiri
Asagiri (japanska: あさぎり町?, Asagiri-chō) är en landskommun (köping) i Kumamoto prefektur i Japan.  
Kommunen bildades 2003 genom en sammanslagning av kommunerna Menda, Ōkaharu, Ue, Sue och Fukada. 